# Janez Evangelist Krek
Janez Evangelist Krek (27 novembre 1865 - 8 octobre 1917) est un homme politique slovène chrétien-socialiste, prêtre, journaliste et auteur.

## Biographie
Il est né et baptisé Johann Krek dans une famille paysanne du village de Sveti Gregor (aujourd'hui dans la municipalité de Ribnica en Basse-Carniole), dans ce qui est alors l'empire autrichien. Son père meurt quand il est enfant. Après avoir terminé le lycée d'État de Ljubljana en 1884, il entre au séminaire catholique. Il est ordonné prêtre en 1888 et envoyé à la faculté de théologie de Vienne par l'évêque Jakob Missia. Là, il fait la connaissance du nouveau mouvement social chrétien autrichien de Karl Lueger. Krek obtient son diplôme en 1892 et est nommé vicaire de la cathédrale de Ljubljana. À partir de 1895, il enseigne la philosophie au séminaire catholique.
Il s'implique rapidement dans la politique au sein du parti conservateur du peuple slovène. En 1897, il est élu député au Parlement autrichien. En 1900, il décide de ne pas briguer un second mandat. En 1901, il est élu député à la Diète provinciale de Carniole.
Déjà dans ses premières années viennoises, Krek a publié des articles critiques contre le Libéralisme. Influencé par la pensée ultraconservatrice de l'évêque catholique romain de Krk Anton Mahnič (en) et par l'encyclique Rerum novarum, il attaque le système économique libéral comme étant antisocial et antidémocratique. Entre 1898 et 1907, Krek organise plusieurs coopératives paysannes et ouvrières et transforme le Parti populaire slovène d'un parti clérical conservateur en un mouvement politique de masse propageant l'émancipation sociale sur la base de l'idéologie politique catholique. À la suite d'une telle mobilisation, le Parti populaire remporte de manière écrasante les premières élections au Suffrage universel en Autriche en 1907, remportant 20 des 24 sièges slovènes au Parlement autrichien. Krek fait partie des élus.
Au parlement, Krek s'avère être un orateur en vue. Il propose plusieurs mesures de protection sociale, mais est fréquemment bloqué par la direction conservatrice de son propre parti, dirigé par le puissant Ivan Šušteršič (en). En 1909, Krek fonde l'Association yougoslave du travail (Jugoslovanska strokovna zveza), qui devient le plus grand syndicat slovène jusqu'à sa dissolution en 1941.
Déjà à la fin des années 1890, Krek a convaincu le Parti populaire slovène de rechercher une alliance étroite avec le Parti croate des droits d'Ante Starčević. L'objectif de Krek est d'établir un État unifié des Slaves du Sud au sein de l'Autriche-Hongrie sur la base de la tradition du Croatian State Right (hr). Krek est un partisan convaincu de l'idée de l'unité des peuples slaves du sud, et de nombreux commentateurs ultérieurs, dont l'historien Lojze Ude et l'homme politique communiste Boris Kidrič, lui reprochent le « romantisme slave » et le « nationalisme yougoslave ».
En 1917, Krek devient le proposant et le chef de la soi-disant Déclaration de mai (slovène : Majniška deklaracija), qui propose la création d'un État des Slaves du Sud sous la domination des Habsbourg. La déclaration se développe dans un mouvement de masse dans les terres slovènes, et Krek voyage beaucoup en Dalmatie et en Bosnie-Herzégovine afin de populariser le mouvement là-bas également. Il meurt d'épuisement au retour d'un de ses voyages. Ses idéaux ne se réalisent qu'après sa mort et l'effondrement de l'Autriche-Hongrie, d'abord avec la création de l'État des Slovènes, Croates et Serbes puis du royaume des Serbes, Croates et Slovènes.
Il est  enterré au cimetière de Žale à Ljubljana.